# Línea 484 (Interurbanos Madrid)
La línea 484 de la red de autobuses interurbanos de Madrid une el área intermodal de Oporto (Madrid) con Leganés Central.

## Características
Esta línea une Madrid con el municipio de Leganés en aproximadamente 35 minutos.
La línea no mantiene los mismos horarios todo el año, desde el 1 de julio al 31 de agosto se reducen el número de expediciones, además de los días excepcionales vísperas de festivo y festivos de Navidad en los que los horarios también cambian y se reducen.
Es operada por la empresa Martín mediante la concesión administrativa VCM-404 - Madrid – Leganés – Fuenlabrada (Viajeros Comunidad de Madrid) del Consorcio Regional de Transportes de Madrid.

## Horarios
| Lunes a viernes laborables (Vigente de 1 de septiembre a 30 de junio) |
| De 6:30 a 22:46 cada 7-8 minutos                                      |
| A 23:00 - 23:30 - 24:00                                               |
| Lunes a viernes laborables (Vigente de 1 de julio a 31 de agosto)     |
| De 6:30 a 16:52 cada 10-11 minutos                                    |
| De 17:04 a 24:00 cada 10-15 minutos                                   |
| Sábados laborables (Vigente de 1 de septiembre a 30 de junio)         |
| De 6:30 a 9:00 cada 15 minutos                                        |
| De 9:12 a 22:24 cada 12 minutos                                       |
| A 22:44 - 23:00 - 23:30 - 23:40 - 24:00                               |
| Sábados laborables (Vigente julio)                                    |
| De 6:30 a 24:00 cada 14-17 minutos                                    |
| Sábados laborables (Vigente agosto)                                   |
| De 6:40 a 24:00 cada 15-20 minutos                                    |
| Domingos y festivos (Vigente de 1 de septiembre a 30 de junio)        |
| De 6:30 a 9:30 cada 30 minutos                                        |
| De 9:50 a 24:00 cada 15-20 minutos                                    |
| Domingos y festivos (Vigente de 1 de julio a 31 de agosto)            |
| De 6:30 a 9:30 cada 30 minutos                                        |
| De 9:50 a 23:10 cada 17-20 minutos                                    |
| A 23:25 - 23:40 - 23:50 - 24:00                                       |

| Lunes a viernes laborables (Vigente de 1 de septiembre a 30 de junio) |
| A 6:00 - 6:02                                                         |
| De 6:09 a 21:56 cada 7-8 minutos                                      |
| A 22:06 - 22:20 - 22:40 - 23:00 - 23:30                               |
| Lunes a viernes laborables (Vigente de 1 de julio a 31 de agosto)     |
| A 6:00 - 6:02                                                         |
| De 6:10 a 16:08 cada 9-10 minutos                                     |
| De 16:20 a 23:30 cada 10-15 minutos                                   |
| Sábados laborables (Vigente de 1 de septiembre a 30 de junio)         |
| De 6:00 a 8:15 cada 15 minutos                                        |
| De 8:27 a 21:51 cada 12 minutos                                       |
| A 22:11 - 22:30 - 22:50 - 23:10 - 23:30                               |
| Sábados laborables (Vigente julio)                                    |
| De 6:00 a 23:30 cada 14-17 minutos                                    |
| Sábados laborables (Vigente agosto)                                   |
| De 6:00 a 23:05 cada 15-20 minutos                                    |
| A 23:30                                                               |
| Domingos y festivos (Vigente de 1 de septiembre a 30 de junio)        |
| De 6:00 a 8:30 cada 30 minutos                                        |
| De 8:50 a 22:39 cada 15-20 minutos                                    |
| A 23:00 - 23:30                                                       |
| Domingos y festivos (Vigente de 1 de julio a 31 de agosto)            |
| De 6:00 a 8:30 cada 30 minutos                                        |
| De 8:50 a 22:45 cada 17-20 minutos                                    |
| A 23:00 - 23:15 - 23:30                                               |

1. 1 2  Sale de la Calle Rioja.

## Recorrido y paradas
El itinerario comienza en la Estación de Oporto, y sigue por las avdas de Oporto, y Abrantes. Continúa por la Vía Lusitana y la carretera M-425 hasta entrar en Leganés. En Leganés, pasa por las calles Monegros, La Rioja, La Mancha, Dtor. Martín Vegue Jaudenes, Avda de Fuenlabrada, calle Pizarro, Colón y Santa Teresa, hasta finalizar su trayecto en la Estación de Leganés Central.

### Sentido Leganés
| Código | Parada                                    | Común con                   | Conexiones con Metro y Cercanías | Municipio | Zona |
| ------ | ----------------------------------------- | --------------------------- | -------------------------------- | --------- | ---- |
| 17960  | Valle del Oro - Oporto                    |                             | Oporto                           | Madrid    |      |
| 5662   | Portalegre - Avenida Oporto               | 108                         | Opañel                           | Madrid    |      |
| 2438   | Abrantes-Pelícano                         | 47 108                      |                                  | Madrid    |      |
| 2439   | Metro Abrantes                            | 47 108                      | Abrantes                         | Madrid    |      |
| 2441   | Abrantes-Carrero Juan Ramón               | 47 108                      |                                  | Madrid    |      |
| 2443   | Las Meninas                               | 47 108                      |                                  | Madrid    |      |
| 07614  | Av. Abrantes - Besolla                    |                             | Pan Bendito                      | Madrid    |      |
| 3183   | Avenida de los Poblados-Abrantes          | 121 131 155 485             |                                  | Madrid    |      |
| 07617  | Vía Lusitana - Cementerio Sur             | 480 485                     |                                  | Madrid    |      |
| 21251  | Ctra. M425 - Av. de la Innovación         | 485                         |                                  | Leganés   |      |
| 08205  | Ctra. M421 - C.C. Plaza Nueva             | 480 481 482 485 491 492 493 |                                  | Leganés   |      |
| 07966  | Monegros - Panadés                        | 483 497 1                   |                                  | Leganés   |      |
| 07964  | Monegros - Colegio                        | 483 497 1                   |                                  | Leganés   |      |
| 07962  | Monegros - Ribeiro                        | 483 497 1                   |                                  | Leganés   |      |
| 07957  | Monegros - Mayorazgo                      | 480 481 483 488 1           |                                  | Leganés   |      |
| 07955  | Monegros - Av. Rey Juan Carlos I          | 480 481 483 488 1           |                                  | Leganés   |      |
| 07953  | Rioja - Av. Rey Juan Carlos I             | 432 480 481 483 488         |                                  | Leganés   |      |
| 07951  | Rioja - Alcudia                           | 432 480 481 483 488         |                                  | Leganés   |      |
| 07927  | Rioja - Colegio                           | 432 480 481 483 488         |                                  | Leganés   |      |
| 07932  | Rioja - Lora                              | 480 481 488                 |                                  | Leganés   |      |
| 13121  | Av. La Mancha - Parque Pablo Ruiz Picasso | 432 480 1                   |                                  | Leganés   |      |
| 13122  | Av. La Mancha - Centro de mayores         | 480 1                       |                                  | Leganés   |      |
| 13123  | Av. La Mancha - Parque Pablo Ruiz Picasso | 480 1                       |                                  | Leganés   |      |
| 07920  | Av. Doctor Martín Vegue - Av. La Mancha   | 480                         | Casa del Reloj                   | Leganés   |      |
| 07899  | Av. Doctor Martín Vegue - San Mateo       | 450 480                     |                                  | Leganés   |      |
| 07892  | Av. Fuenlabrada - Pza. España             | 491 492 493 497             |                                  | Leganés   |      |
| 07874  | Pizarro - Parque San Cristóbal            | 485 486                     |                                  | Leganés   |      |
| 07878  | Santa Teresa - Estación                   | 432 480 485 486             |                                  | Leganés   |      |
| 07880  | Santa Rosa - Est. Leganés Central         | 480                         | Leganés Central                  | Leganés   |      |

### Sentido Madrid
| Código | Parada                                     | Común con                   | Conexiones con Metro y Cercanías | Municipio | Zona |
| ------ | ------------------------------------------ | --------------------------- | -------------------------------- | --------- | ---- |
| 07880  | Santa Rosa - Est. Leganés Central          | 480                         | Leganés Central                  | Leganés   |      |
| 07875  | Pizarro - Parque San Cristóbal             | 485 486                     |                                  | Leganés   |      |
| 07893  | Av. Fuenlabrada - Getafe                   | 491 492 493 497             |                                  | Leganés   |      |
| 07898  | Av. Doctor Martín Vegue - Av. de la Mancha | 432 450 480                 |                                  | Leganés   |      |
| 07897  | Av. Doctor Martín Vegue - Av. Gibraltar    | 480                         | Casa del Reloj                   | Leganés   |      |
| 07922  | Av. La Mancha - Parque Pablo Ruiz Picasso  | 432 480 1                   |                                  | Leganés   |      |
| 07931  | Rioja - Lora                               | 480 481 488                 |                                  | Leganés   |      |
| 07928  | Rioja - Colegio                            | 432 480 481 483 488         |                                  | Leganés   |      |
| 07952  | Rioja - Almunia                            | 432 480 481 483 488         |                                  | Leganés   |      |
| 07954  | Rioja - Av. Juan Carlos I                  | 432 480 481 483 488         |                                  | Leganés   |      |
| 16211  | Monegros - Priorato                        | 480 481 483 488 1           |                                  | Leganés   |      |
| 07958  | Monegros - Mayorazgo                       | 480 481 483 488 1           |                                  | Leganés   |      |
| 07961  | Monegros - Ribeiro                         | 483 497 1                   |                                  | Leganés   |      |
| 07963  | Monegros - Colegio                         | 483 497 1                   |                                  | Leganés   |      |
| 07965  | Monegros - Av. de la Mancha                | 483 497 1                   |                                  | Leganés   |      |
| 08206  | Ctra. M421 - C.C. Plaza Nueva              | 480 481 482 485 491 492 493 |                                  | Leganés   |      |
| 21250  | Ctra. M425 - Av. de la Innovación          | 485                         |                                  | Leganés   |      |
| 07616  | Vía Lusitana - Cementerio Sur              | 480 485                     |                                  | Madrid    |      |
| 3182   | Avenida de los Poblados-Abrantes           | 121 131 155 485             |                                  | Madrid    |      |
| 07615  | Av. Abrantes - Pan Bendito                 |                             | Pan Bendito                      | Madrid    |      |
| 2444   | Las Meninas                                | 47 108                      |                                  | Madrid    |      |
| 2442   | Abrantes-Carrero Juan Ramón                | 47 108                      |                                  | Madrid    |      |
| 2440   | Metro Abrantes                             | 47 108                      | Abrantes                         | Madrid    |      |
| 5046   | Abrantes-Pelícano                          | 47 108                      |                                  | Madrid    |      |
| 5663   | Opañel                                     | 108                         | Opañel                           | Madrid    |      |
| 17960  | Valle del Oro - Oporto                     |                             | Oporto                           | Madrid    |      |